# Synagogue de Bensheim (1892-1938)

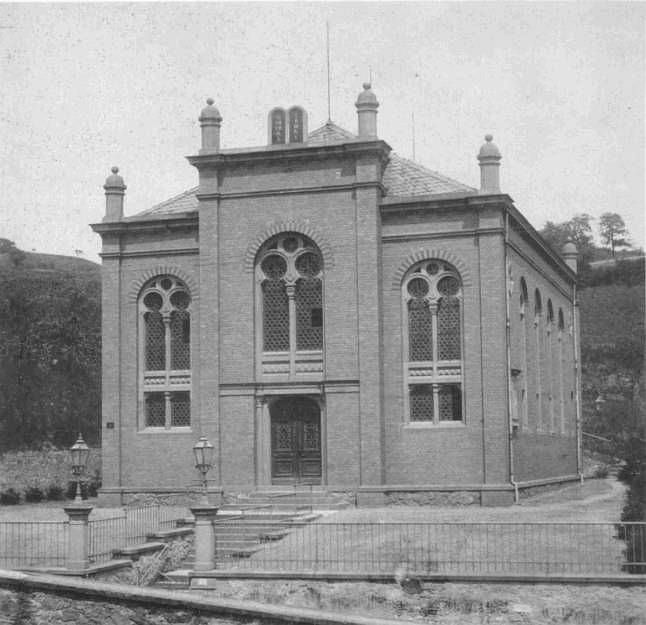
La synagogue de Bensheim vers 1900

La synagogue de Bensheim, inaugurée fin 1892, a été détruite en 1938 lors de la nuit de Cristal comme la plupart des autres lieux de culte juif en Allemagne.
Bensheim est une ville allemande de l'arrondissement de la Bergstraße, district de Darmstadt dans le Land de Hesse, à environ 25 km au sud de Darmstadt, 35 km au nord de Heidelberg  et 25 km au nord-est de Mannheim. Elle compte actuellement près de 40 000 habitants.

## Histoire de la communauté juive

### Au Moyen Âge
La communauté juive de Bensheim existe depuis le Moyen Âge. En 1323, un rapport mentionne que les Juifs de la ville payent leurs impôts à l'archevêque de Mayence. Le Nürnberger Memorbuch indique que lors de la peste noire de 1348-1349, les Juifs de Bensheim, avec le rabbin Eisek (Isaac) sont envoyés au bûcher.
En 1355, Gerlach, archevêque de Mayence, autorise deux Juifs à se réinstaller en ville. Dans les décennies suivantes, d'autres familles sont autorisées à s'installer. D'après leur nom, ces familles seraient d'origine de Neustadt an der Weinstraße, Oppenheim, Reutlingen et de Worms. Ces familles vivent essentiellement du prêt d'argent et de rachat de caution. En 1387, un dénommé Elias von Weinheim, qui est très riche, s'installe à Bensheim et à Heppenheim. En 1429, l'archevêque Conrad III fait arrêter les Juifs et confisque tous leurs biens. En 1461, le passage de la ville de Bensheim sous la domination Palatine, met un terme à la communauté juive médiévale.

### La période moderne
L'apparition d'une communauté juive moderne, remonte au XVIIe siècle, quand quelques familles juives se réinstallent en ville. Une première mention date de 1634. Vers le milieu du XVIIIe siècle, le Juif protégé Salomon Wolff et son fils et plus tard Liebman et Wolf, sont consignés comme marchands de bestiaux et prêteurs d'argent. En 1782, 17 Juifs habitent en ville.    
Le nombre d'habitants juifs augmente régulièrement durant le XIXe siècle. En 1803, il y a 19 Juifs. En 1828/1830, ils sont 74 soit 1,9 % de la population totale de 3 977 habitants. En 1861, 98 soit 2,0 % sur 4 786 habitants. En 1867, 116. En 1880 167 soit 2,8 % des 5 966 habitants de la ville. En 1890: 150 soit 2,4 % sur 6 277. Le nombre le plus élevé est atteint en 1905, avec 180 habitants juifs. En 1910, leur nombre a diminué à 160, soit 1,8 % sur 8 904 habitants. 
À partir de 1811, les familles doivent choisir des noms fixes. Beaucoup de familles juives choisissent des noms d'animaux comme : Wolf (loup), Hirsch (chevreuil), Baer (ours), Vogel (oiseau), Adler (aigle), Strauß (autruche), Haas (Hase = lièvre). En 1850, les habitants juifs obtiennent la citoyenneté. La communauté juive de Bensheim incorpore aussi les habitants vivant dans les faubourgs à Schönberg, Zell, Wilhelmshausen, Kleinhausen et Schwanheim.
Au milieu du XIXe siècle, les Juifs de Bensheim sont principalement négociants en bétail, en produits de la terre et en biens de toute nature. À la fin du siècle, beaucoup d'entre eux ont créé des entreprises commerciales ou sont des artisans, bouchers, tailleurs ou mécaniciens. Ils possèdent une banque et plusieurs établissements importants pour la vie économique de la ville.
Du point de vue religieux, la communauté possède une synagogue, un mikvé (bain rituel) et une école religieuse. Les morts sont enterrés au cimetière juif d'Alsbach. Le professeur de religion est employé comme hazzan (chantre) pour les offices et comme schohet (abatteur rituel). La communauté juive est rattachée au rabbinat orthodoxe de Darmstadt.
Dès le milieu du XIXe siècle, les Juifs sont en butte, comme dans le reste de l'Allemagne à un antisémitisme de plus en plus virulent et de plus en plus ouvertement. Le magazine Der Israelit en 1893 fait un appel aux Juifs de Bensheim et des communautés environnantes à voter pour empêcher l'élection d'un antisémite notoire aux élections parlementaires: 
« Appel à nos coreligionnaires !. Dans la circonscription de Bensheim, Erbach, Lindensfels, se déroule samedi prochain le scrutin de ballotage entre un national-libéral et un antisémite. Nous pensons qu'il est du devoir de chaque homme honnête de voter pour le candidat du parti national-libéral et que l'abstention de chaque Juif serait tout simplement un suicide. En conséquence, ne négliger pas votre devoir d'électeur. L'instinct de conservation est aussi une très grande Mitzvah... 

Postface: Assurez à cette annonce la plus grande diffusion possible dans la circonscription. »
Les Juifs participent vaillamment aux combats de la Première Guerre mondiale. La communauté compte cinq morts et plusieurs blessés.
En 1925, la communauté compte 150 membres ce qui représente 1,5 pour cent de la population totale de la ville. Les responsables de la communauté sont alors Adolf Bendheim qui le sera pendant 30 ans jusqu'en 1930, Moses Wolf, Isi Knoller, Sigmund Guthorn et Salomon Marx. Le professeur est Heinrich Müller, qui est aussi hazzan et qui sera secondé dans ce rôle à partir de 1932 par S. Biegeleisen. 22 enfants sont inscrits en 1932 au Talmud Torah.
De nombreuses associations sont créées par la communauté : le Israelitischer Frauenverein (Association féminine israélite) pour venir en aide aux nécessiteux; la Chewra Kadischa, société du dernier devoir avec 36 membres. La communauté possède un centre communautaire avec une bibliothèque inaugurée fin 1929. La communauté est rattachée au rabbinat orthodoxe de Darmstadt.

### Sous le nazisme
Dès l'arrivée du nazisme en 1933, commencent les brimades et les mauvais traitements. Les commerces juifs sont boycottés:
«  Le Reichsstatthalter (gouverneur) Gauleiter Sprenger sur la question juive. Lors d'une manifestation national-socialiste, à Bensheim, le Reichsstatthalter Gauleiter Sprenger prononce un discours dans la Bergstraße. Selon le compte-rendu du Frankfurter Volksblatt, il a dit sur la question juive: "On dit que celui qui mange de la main des Juifs, en meurt. C'est la vérité. Malheureusement beaucoup d'entre nous ne se rendent pas compte qu'ils soutiennent la lutte contre leur propre patrie et le national-socialisme à chaque achat qu'ils font chez un Juif.! Celui qui va chez un Juif, se met en dehors de la communauté allemande en se mettant du côté de ceux qui combattent la patrie" »
Lors de la nuit de Cristal du 9 au 10 novembre 1938, la synagogue est brûlée et de nombreux résidents juifs sont attaqués, les commerces juifs pillés. Sur les 138 Juifs vivant à Bensheim en 1933, la grande majorité quitte le pays avant 1939, principalement à destination des États-Unis. En février 1942, les 17 Juifs restant sont déportés.
Après la Seconde Guerre mondiale, un camp pour personnes déplacées est installé dans les environs de la ville qui va accueillir 4 000 survivants de la Shoah. La plupart s'installeront en Israël.

## Histoire de la synagogue

### Les anciennes synagogues
Une synagogue existe dès le Moyen Âge. Elle se trouvait probablement à l'emplacement actuel du cloître des Capucins, au nord du marché de la vieille ville (dans l'Hintergasse). On suppose qu'elle fonctionna jusqu'au massacre de la communauté lors de la peste noire.
Aux XVIIIe et XIXe siècles, trois salles sont utilisées successivement comme lieu de prière, au fur et à mesure de l'accroissement du nombre de fidèles. Dans les années 1880, leur nombre dépasse 150 et la communauté décide alors d'édifier une nouvelle synagogue. Sa planification est réalisée en collaboration avec la municipalité qui, comme se félicitera le magazine Der Israelit, participe même à son financement à hauteur de 1 000 marks sur un total de 32 000 marks et à l'enlèvement gracieux des déblais : 
« Dieu merci, l'antisémitisme n'a pas encore pris racine ici, et nos concitoyens chrétiens vivent en bons termes avec leurs voisins juifs comme peut le témoigner la décision unanime prise par le conseil municipal de contribuer à hauteur de 1 000 marks à l'édification d'une synagogue, et aussi de déblayer les 1 600 mètres cubes de déblais de construction au frais de la ville, ce qui correspond aussi à environ 1 000 marks d'épargnés par la communauté israélite. C'est assurément une très agréable générosité, surtout en cette période d'hostilité des Stöcker, Böckel et semblables. »
.

### La construction de la synagogue communautaire
La construction de la synagogue commence en 1891 et elle est inaugurée lors d'une grande cérémonie, par le rabbin Marx de Darmstadt le 15 septembre 1892 pour les fêtes de Roch Hachana et Kippour. Le magazine Der Israelit décrit en détail cette cérémonie: 
« Hier après-midi, a eu lieu à Bensheim l'inauguration de la synagogue nouvellement construite, de style mauresque et située sur une hauteur dans la Schönbergerthale. Les rues principales de la ville étaient richement pavoisées. Vers les 2h30, le cortège officiel se forme dans la Schönbergerstraße. Celui-ci est composé d'un corps de musiciens, du chœur de la synagogue, des demoiselles de la fête avec la porteuse des clefs, du rabbin et des porteurs des rouleaux de Torah sous un baldaquin, des représentants de la communauté juive, des autorités de la ville et de la totalité du conseil municipal, de l'architecte et des entrepreneurs ainsi que d'un grand nombre d'autres participants accourus de toutes parts. Puis au son de l'hymne Les cieux racontent la gloire de Dieu, le cortège se met en marche vers la nouvelle synagogue, où après un discours du président de la communauté devant le portail solennellement décoré, se déroule la remise des clefs. La synagogue est rapidement remplie jusqu'à la dernière place, par les Israélites ainsi que par un grand nombre de participants chrétiens. Alors, sous la direction du musicien de chambre Kugler de Darmstadt, le chœur de la communauté israélite de Bensheim, parfaitement exercé, accompagne l'allumage de la lampe éternelle (Ner tamid), puis après un autre chœur entonne l'hymne adapté pour l'arrivée des rouleaux de Torah. 

Puis après une respectueuse bénédiction pour le souverain, les rouleaux de Torah sont amenés dans le sanctuaire. Le rabbin, Dr. Marx de Darmstadt, remercie en premier lieu tous ceux qui ont contribué à l'érection de ce bâtiment, et prononce son sermon en se basant sur les paroles de l'Écriture: "Ceci est ma maison! C'est une maison de prières! Une maison pour tous".  
   
Les orateurs ont fait remarquer que "cela les réjouissait de pouvoir accueillir en tant que participants à la célébration,  à côté des Israélites, des fidèles d'autres religions et que cela exprimait un clair témoignage de véritable fraternité". Après ces discours qui durèrent presque 1h30, le rabbin proclame officiellement l'inauguration de la synagogue. La célébration officielle s'achève après une prière et des chants. 
    
Un repas de fête est offert aux invités à l'hôtel Zum deutschen Haus, et le soir, cette fête excellemment réussie se termine par un banquet. »
Pendant presque cinquante ans, la synagogue devient le centre de la vie cultuelle et culturelle juive à Bensheim. En novembre 1926 est dévoilée officiellement par le rabbin de Darmstadt, Dr. Merzbach, une plaque en l'honneur des six soldats juifs de Bensheim morts au combat pendant la Première Guerre mondiale. La cérémonie se déroule en présence des autorités municipales et religieuse et des associations d'anciens combattants locales avec leurs drapeaux. Après le discours du rabbin, l'enseignant Heinrich Müller récite le kaddish, et la cérémonie s'achève par de la musique juive chantée par le chœur de la communauté juive de Darmstadt.   
Fin 1929, un centre communautaire est inauguré pour héberger les différentes activités de la communauté, avec une salle de prière pour le culte hebdomadaire.

### La destruction de la synagogue
Lors de la nuit de Cristal, du 9 au 10 novembre 1938, des membres de la SS de Bensheim, sous la direction de leur Sturmführer (lieutenant), brisent au petit matin la porte de la synagogue à coups de hache. Les bancs et autres mobiliers sont mis en tas à l'intérieur du bâtiment de façon à constituer un bûcher, puis des tapis sont jetés dessus. Le feu est mis à l'ensemble et pendant que la synagogue brûle, des SS à bord d'une dizaine de voitures, parcourent les rues de Bensheim en harcelant les Juifs et pillant leurs biens.
Les ruines du bâtiment sont abattues l'année suivante, et en 1945, il ne reste visible sur les lieux aucune trace de la présence quelques années plus tôt d'une synagogue.

## Architecture de la synagogue
La synagogue est un bâtiment austère à deux niveaux, construit en briques, situé au milieu d'un petit jardin entouré de grilles. La façade symétrique se divise en trois parties, dont celle où est située la porte en légère avancée avec son fronton rectangulaire. La synagogue ne se distingue que par les Tables de la Loi, couronnant le fronton rectangulaire.  La décoration de la façade se limite à des pots à feu symbolisés par des colonnettes terminées par une cloche et surmontée d'une boule, au-dessus de la corniche dans le prolongement des pilastres situés aux deux extrémités de l'avancée et aux quatre coins de la synagogue et au remplage des baies à arc plein-cintre. 
De nombreuses fenêtres de grande hauteur, trois sur la face avant et quatre sur les côtés, permettent à la lumière naturelle de pénétrer dans le bâtiment. On accède à la synagogue par un escalier d'une quinzaine de marches. On entre tout d'abord dans un petit vestibule avec une porte à droite donnant sur une petite pièce, à gauche sur l'escalier permettant d'accéder à la galerie réservée aux femmes, et devant une double porte pour pénétrer dans la salle de prière. Celle-ci est rectangulaire avec au premier étage, une galerie pour les femmes courant sur trois côtés Sur le mur opposé à l'entrée, l'Arche Sainte avec devant la bimah.
La synagogue peut accueillir une centaine d'hommes au rez-de-chaussée et une soixantaine de femmes à l'étage.

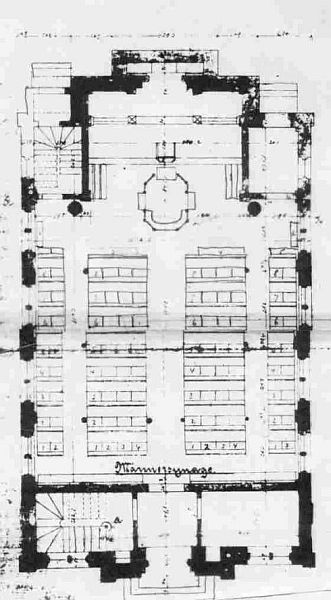
Plan architectural du rez-de-chaussée de la synagogue.
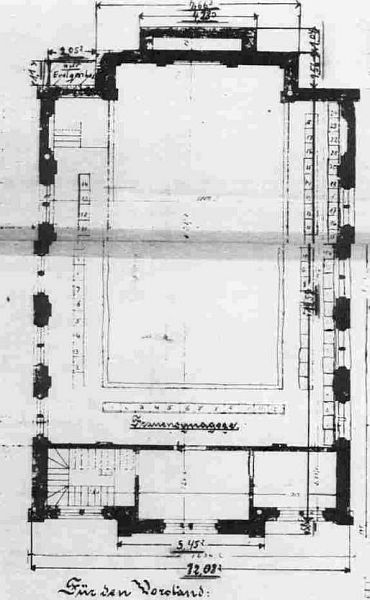
Plan architectural du premier étage de la synagogue.
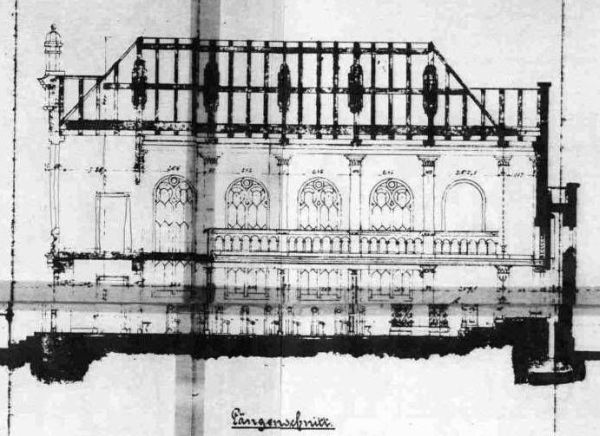
Plan architectural:vue latérale extérieure.

## Commémoration

### Plaques et monument commémoratifs

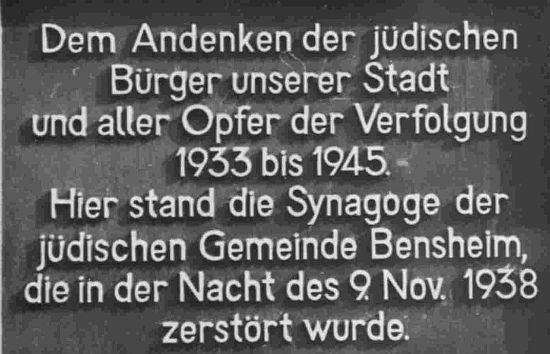
Plaque commémorative de 1971

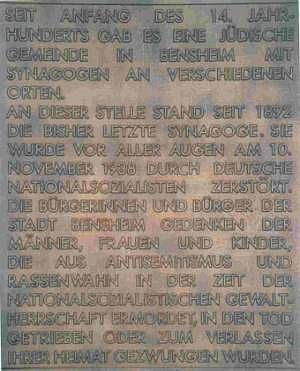
Plaque commémorative de 1995

En 1971 une plaque commémorative est inaugurée sur l'ancien site de la synagogue à la mémoire des citoyens juifs de la ville:
« A la mémoire des citoyens juifs de notre ville et de toutes les victimes des persécutions de 1933 à 1945.
Ici se trouvait la synagogue de la communauté juive qui a été détruite dans la nuit du 9 novembre 1938 »
Cette plaque est profanée en 1990 par des inconnus. La plaque est barbouillée de slogans antisémites et détruite. 
Un nouveau mémorial est installé en 1995:
« Depuis le début du XIVe siècle, existait une communauté juive à Bensheim avec des synagogues en différents endroits. À cet emplacement se trouvait depuis 1892 la dernière synagogue. Elle a été détruite le 10 novembre 1938 par les nationaux-socialistes allemands à la vue de tout le monde. Les citoyennes et citoyens de la ville de Bensheim se souviennent des hommes, femmes et enfants qui ont été assassinés ou qui ont été contraints d'abandonner leur maison en raison de la tyrannie nationale-socialiste. »
En mai 2000, un nouveau lieu commémoratif est inauguré près de la salle Anne Frank de l'école Notre-Dame en présence d'anciens membres de la communauté juive de Bensheim habitant en Israël ou aux États-Unis.

### Stolpersteine
Les Stolpersteine (pierres qui fait trébucher) sont des pavés insérés dans la chaussée devant la dernière habitation connue d'une victime du nazisme, sur lesquels est fixée une plaque de cuivre indiquant le nom, la date de naissance et la date de décès, si elle est connue, de la personne. Ces pierres du souvenir ont été développées par l'artiste de Cologne, Gunter Demnig, qui a reçu pour ce projet le Verdiensorden (ordre du mérite) de la République fédérale d'Allemagne. Plus de 400 villes en Allemagne, mais aussi des villes en Autriche, Belgique et Hongrie, ont procédé à l'installation de Stolpersteine, certaines villes non seulement pour les Juifs assassinés, mais aussi pour les autres victimes du nazisme, les Tsiganes, les homosexuels, les communistes et les résistants.
Le 31 août 2009, le conseil municipal de Bensheim se réunit sous la présidence de son maire, Thorsten Herrmann, pour décider si la ville installe des Stolpersteine en souvenir de ses citoyens juifs assassinés par les nazis, et pour la formation d'un groupe de travail souvenir dirigé par le conseiller Peter E. Kalb.
Malgré le travail de la commission souvenir, aidée par les élèves des écoles de la ville, les premières Stolpersteine ne pourront être installées à Bensheim au plutôt courant 2011, en raison de la difficulté à trouver des sources légales fiables sur les déportés.

### Bendheim-Platz
Le 13 mai 2009, lors d'une cérémonie officielle, la place où était située la synagogue détruite par les nazis en 1938 est officiellement nommée Bendheim-Platz.
Heinrich Bendheim II, né le 13 mars 1831 à Auerbach et décédé le 12 avril 1897 à Bensheim, était le président de la communauté juive de Bensheim de 1889 à 1897, et a été un des responsables de la construction de la synagogue.